# Světový pohár v biatlonu 2015/2016 – Pokljuka
3. podnik Světového poháru v biatlonu v sezóně 2015/16 probíhal od 17. do 20. prosince 2015 ve slovinské Pokljuce. Na programu podniku byly závody ve sprintech, stíhací závody a závody s hromadným startem.

## Program závodů
Program podle oficiálních stránek.
| Datum        | Disciplína                       | Začátek (SEČ) | Počet závodníků |
| ------------ | -------------------------------- | ------------- | --------------- |
| 17. prosince | Sprint (muži)                    | 14:30         | 102             |
| 18. prosince | Sprint (ženy)                    | 14:30         | 104             |
| 19. prosince | Stíhací závod (muži)             | 11:15         | 60              |
| 19. prosince | Stíhací závod (ženy)             | 13:30         | 57              |
| 20. prosince | Závod s hromadným startem (muži) | 12:00         | 30              |
| 20. prosince | Závod s hromadným startem (ženy) | 14:15         | 30              |

## Průběh závodů

### Sprinty
Před závody v Pokljuce byla mužská část reprezentantace po nepřesvědčivých výkonech v úvodu sezony pod velkým tlakem: trenér Ondřej Rybář jim slíbil „galeje během vánočních svátků“, pokud se nezlepší. Ve sprintu odstartovali z českých reprezentantů nejdříve Ondřej Moravec a Michal Šlesingr. Oba odstříleli položku vleže čistě. Vstoje udělal Moravec chybu při poslední ráně a skončil nakonec na 19. místě. Šlesingr přijížděl na druhou střelbu na průběžně druhé pozici, ale zasáhl jen jeden terč z pěti a skončil padesátý. V závodě dlouho vedl bezchybně střílející Nor Ole Einar Bjørndalen a televizní komentátoři už spekulovali o jeho 96. vítězství v závodech Světového poháru, ale nakonec jej předstihl stejně dobře střílející a rychleji běžící Němec Simon Schempp.
Ve závodu žen si Gabriela Soukalová při příjezdu na střelnici nebyla jistá, na kterém stanovišti má střílet (podle trenéra Vítka neměla včas přípravné terče) a první ranou netrefila. Pak však střílela čistě i vstoje a nakonec dojela pátá. Veronice Vítkové v této sezóně poprvé zasáhla při první střelbě všechny terče (po závodu přiznala, že se jí tím hodně ulevilo) a když vstoje byla také bezchybná, dostala se na čtvrté místo. Eva Puskarčíková zastřílela také čistě a udržovala se na průběžně sedmé pozici, ale nedaleko před cílem spadla a zlomila u své malorážky pažbu. Přesto dojela dvanáctá, nejlépe v kariéře. Lucie Charvátová udělala v obou položkách jednu chybu, ale velmi rychlým během se z 29. pozice po poslední střelbě dostala na 17. místo v cíli. Nakonec všechny české biatlonistky skončily do 30. místa, když Jitka Landová doběhla s jednou chybou na 28. místě. Zvítězila Francouzka Marie Dorinová Habertová; úspěšné byly i Němky, které měly všech šest závodnic v první patnáctce. Přesto si Soukalová udržela první místo v hodnocení sprintu i v celkovém pořadí světového poháru.

### Stíhací závody
Českým reprezentantům se v závodu mužů nedařilo. Ondřej Moravec udělal v leže při první střelbě hned tři chyby a propadl se na 46. průběžnou pozici. Pak už střílel čistě, ale na lepší než 26. místo to nestačilo. Z ostatních reprezentantů Jaroslav Soukup nejlépe střílel a Michal Šlesingr nejlépe běžel, ale dosáhli tím jen na 34. a 36. místo. V závodě zvítězil čistě střílející Simon Schempp. Do poslední střelby s ním jel v čele i Martin Fourcade, který však po ní musel absolvovat jedno trestné kolo a náskok Schemppa už nestáhl.
Do závodu žen startovaly Veronika Vítková a Gabriela Soukalová na čtvrtém a pátém místě. I když při třetí střelbě obě jednou chybovaly, tuto pozici si udržovaly až do poslední střelecké položky. Při ní Vítková ještě jednou chybovala a propadla se na sedmé místo, na kterém taky dojela do cíle. Soukalová naopak střílela čistě a když před ní jedoucí Kaisa Mäkäräinenová musela na trestné kolo, dostala se po odjezdu ze stadionu na bronzovou pozici. Finka však hned Soukalovou předjela a celé poslední kolo se jí vzdalovala; Soukalová tak skončila čtvrtá. Eva Puskarčíková nastupovala do závodu s bolestmi po pátečním pádu a se zbraní, kterou se sice podařilo dát českým technikům za pomoci místního truhláře dohromady; přesto zůstával její stav neznámou. Bolest byla na jejím pomalém běhu znát, ale střílela čistě a rychle, a tak dojela nakonec devátá, čímž si opět vylepšila nejlepší umístění v závodech světového poháru. Naopak rychle běžela a tentokrát i střílela Lucie Charvátová, ale tři chyby na střelnici ji připravily o lepší umístění. Když jí navíc v posledním kole došly síly, skončila patnáctá. I tak si však – poprvé v kariéře – vybojovala místo v nedělním závodu s hromadným startem. V závodě zvítězila Laura Dahlmeierová, které od začátku běžela v čele spolu s Francouzkou Marií Dorinovou Habertovou. Ta však v předposledním kole spadla a i když ztratila jen málo, Dahlmeierovou už nedokázala dojet. Přesto tímto druhým místem předstihla Soukalovou v průběžném pořadí světového poháru. Ta však zůstala v čele klasifikace sprintů i stíhacích závodů.

### Závody s hromadným startem
V prvním závodu s hromadným startem v sezóně se rozhodovalo až v posledním kole, do kterého spolu najíždělo pět závodníků. Skupinu stále vedl Emil Hegle Svendsen, ale v cílové rovině už neměl sily a předjel ho Francouz Jean-Guillaume Béatrix, který tak vybojoval vůbec první vítězství v světovém poháru. Svoji rychlost prokázal i v 41 letech Nor Ole Einar Bjørndalen, když v boji o třetí místo přesprintoval na cílové čáře Simona Schemppa z Německa. Jediný český reprezentant Ondřej Moravec udělal pří první střelbě dvě chyby a když se mu nedařilo ani běžecky na trati, skončil na 29. místě v cíli. „Absolutně jsem závod nezvládl, nic v něm nebylo dobře,“ komentoval svůj výkon s tím, že o biatlonu teď nechce „několik dnů vůbec nic slyšet“.
Závodu žen se poprvé v historii účastnily čtyři české reprezentantky. Veronika Vítková i Gabriela Soukalová střílely obě položky vleže – stejně jako téměř polovina závodnic – čistě a udržovaly se v početné čelní skupině. Při třetí střelbě však byly jedněmi z mála bezchybně střílejících a dostaly se do čela závodu. Těsně za nimi odjížděla z trestného kola Finka Kaisa Mäkäräinenová, která české reprezentantky brzy předjela. Když Makereinenová ani Soukalová při čtvrté střelbě nechybovaly, bylo o zlaté a stříbrné medaili rozhodnuto. Soukalová se tímto druhým místem vrátila do čela celkového hodnocení světového poháru. Vítková udělala poslední ranou svou první chybu v závodu, což jí odsunulo na čtvrté místo. V polovině posledního kola ji dojížděla Běloruska Naděžda Skardinová, ale Vítková její útok odrazila a dojela s náskokem pro čtvrtou pozici v cíli. Eva Puskarčíková udělala při první střelbě jednu chybu a propadla se na 25. pozici, ale postupně se probojovávala dopředu a i s další jednou chybou na střelnici skončila 13. Lucii Charvátové se nepodařila první položka a odjížděla ze střelnice poslední. Když i při každé další střelbě udělala aspoň jednu chybu, dojela do cíle na 28. místě.

## Pořadí zemí
| Pořadí | Země    | 1. místo | 2. místo | 3. místo | Celkově |
| ------ | ------- | -------- | -------- | -------- | ------- |
| 1.     | Německo | 3        | 1        | 1        | 5       |
| 2.     | Francie | 2        | 2        | 0        | 4       |
| 3.     | Finsko  | 1        | 0        | 1        | 2       |
| 4.     | Norsko  | 0        | 2        | 1        | 3       |
| 5.     | Česko   | 0        | 1        | 0        | 1       |
| 6.     | Rusko   | 0        | 0        | 3        | 3       |
|        | Celkem  | 6        | 6        | 6        | 18      |

## Umístění na stupních vítězů

### Muži
| Disciplína                        | První místo            | Výkon   | Druhé místo          | Výkon   | Třetí místo          | Výkon   |
| Sprint (10 km)                    | Simon Schempp          | 23:02,5 | Ole Einar Bjørndalen | 23:17,7 | Jevgenij Garaničev   | 23:27,6 |
| Stíhací závod (12,5 km)           | Simon Schempp          | 30:46,5 | Martin Fourcade      | 31:03,1 | Anton Šipulin        | 31:09,9 |
| Závod s hromadným startem (15 km) | Jean-Guillaume Béatrix | 35:33,7 | Emil Hegle Svendsen  | 35:34,0 | Ole Einar Bjørndalen | 35:36,2 |

### Ženy
| Disciplína                          | První místo              | Výkon   | Druhé místo              | Výkon   | Třetí místo             | Výkon   |
| Sprint (7,5 km)                     | Marie Dorinová Habertová | 20:17,8 | Laura Dahlmeierová       | 20:18,9 | Franziska Hildebrandová | 20:30,8 |
| Stíhací závod (10 km)               | Laura Dahlmeierová       | 30:08,9 | Marie Dorinová Habertová | 30:26,9 | Kaisa Mäkäräinenová     | 31:04,1 |
| Závod s hromadným startem (12,5 km) | Kaisa Mäkäräinenová      | 34:40,2 | Gabriela Soukalová       | 34:52,0 | Olga Podčufarovová      | 35:07,9 |